# ساطع (اسم)
ساطع هو اسم علم مذكر من أصل عربي، ومعناه هو المنير المشع من الفعل سطع النور أ، هو المرتفع المنتشر ومنه سطع الغبار ارتفع، وسطع المسك انتشر.

## شخصيات تحمل الاسم
- ساطع الحصري (سياسي سوري، 5 أغسطس 1882[3][4] – 1968[5][6][7])
- ساطع عبد الناصر (لاعب كرة قدم قطري، 11 سبتمبر 1993 – )

## وصلات خارجية
- موسوعة السلطان قابوس لأسماء العرب نسخة محفوظة 5 أبريل 2019 على موقع واي باك مشين.